# Chad gadja

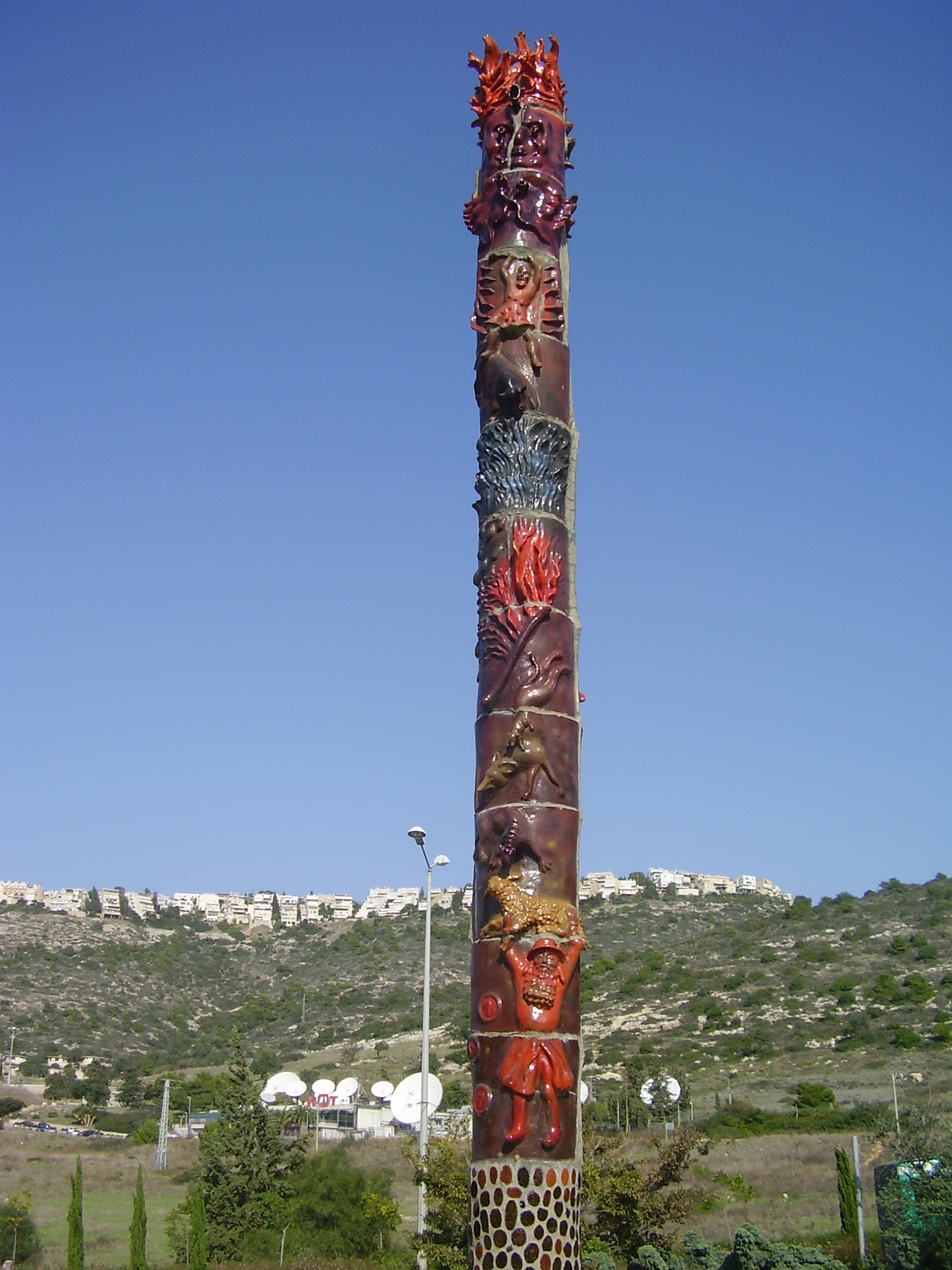
Chad gadja-Säule in Haifa.

Chad gadja (reichsaramäisch חַד גַדְיָא ‚ein kleines Lämmchen‘ oder ‚ein Kitz‘; hebräisch גדי אחד gedi echad) sind die Anfangsworte eines hebräisch/aramäischen Volksliedes, das am Sederabend zu Pessach zum Abschluss der Haggada gesungen wird. Die Botschaft des Liedes ist, dass Gott Israels der Herrscher ist, der die Welt und seine Geschöpfe regiert.

## Liedtext
| Aramäisch | Hebräische Transliteration | Deutsch |
| --- | --- | --- |
| חַד גַּדְיָא, חַד גַּדְיָא דְּזַבִּין אַבָּא בִּתְרֵי זוּזֵי חַד גַּדְיָא, חַד גַּדְיָא | Chad gadja, chad gadja, dizabin abah bitrei zuzej. Chad gadja, chad gadja, | Ein Lämmchen, ein Lämmchen, das mein Vater für zwei Münzen gekauft hat; ein Lämmchen, ein Lämmchen. |
| וְאָתָא שׁוּנְרָא, וְאָכְלָה לְגַדְיָא דְּזַבִּין אַבָּא בִּתְרֵי זוּזֵי חַד גַּדְיָא, חַד גַּדְיָא | ve-ata schunra ve-achlah le-gadja dizabin abba bitrei zuzej. Chad gadja, chad gadja, | Da kam das Kätzchen und fraß das Lämmchen, das mein Vater für zwei Münzen gekauft hat; ein Lämmchen, ein Lämmchen. |
| וְאָתָא כַלְבָּא, וְנָשַׁךְ לְשׁוּנְרָא דְּאָכְלָה לְגַדְיָא דְּזַבִּין אַבָּא בִּתְרֵי זוּזֵי חַד גַּדְיָא, חַד גַּדְיָא | ve-ata kalba ve-naschach le-schunra, de-achlah le-gadja dizabin abba bitrej zuzej. Chad gadja, chad gadja, | Da kam das Hündchen und biss das Kätzchen, das das Lämmchen fraß, das mein Vater für zwei Münzen gekauft hat; ein Lämmchen, ein Lämmchen. |
| וְאָתָא חוּטְרָא, וְהִכָּה לְכַלְבָּא דְּנָשַׁךְ לְשׁוּנְרָא, דְּאָכְלָה לְגַדְיָא דְּזַבִּין אַבָּא בִּתְרֵי זוּזֵי חַד גַּדְיָא, חַד גַּדְיָא                                                                                              | ve-ata chutra, ve-hikkah le-chalba de-naschach le-schunra, de-achlah le-gadja dizabin abba bitrej zuzej. Chad gadja, chad gadja, | Da kam das Stöckchen und schlug das Hündchen, das das Kätzchen biss, das das Lämmchen fraß, das mein Vater für zwei Münzen gekauft hat; ein Lämmchen, ein Lämmchen. |
| וְאָתָא נוּרָא, וְשָׂרַף לְחוּטְרָא דְּהִכָּה לְכַלְבָּא דְּנָשַׁךְ לְשׁוּנְרָא דְּאָכְלָה לְגַדְיָא דְּזַבִּין אַבָּא בִּתְרֵי זוּזֵי חַד גַּדְיָא, חַד גַּדְיָא                                                                                    | ve-ata nura, ve-saraf le-chutra de-hikkah le-chalba, de-naschach le-schunra, de-achlah le-gadja dizabin abba bitrej zuzej. Chad gadja, chad gadja, | Da kam das Feuerchen und verbrannte das Stöckchen, das das Hündchen schlug, das die Katze biss, die das Lämmchen fraß das mein Vater für zwei Münzen gekauft hat; ein Lämmchen, ein Lämmchen. |
| וְאָתָא מַיָּא, וְכָבָה לְנוּרָא דְּשָׂרַף לְחוּטְרָא ,דְּהִכָּה לְכַלְבָּא דְּנָשַׁךְ לְשׁוּנְרָא דְּאָכְלָה לְגַדְיָא דְּזַבִּין אַבָּא בִּתְרֵי זוּזֵי חַד גַּדְיָא, חַד גַּדְיָא                                                                         | ve-ata maya, ve-chavah le-nura de-saraf le-chutra, de-hikkah le-chalba de-naschakh le-schunra, de-achlah le-gadja dizabin abba bitrej zuzej. Chad gadja, chad gadja, | Da kam das Wässerchen und löschte das Feuerchen, das das Stöckchen verbrannte, das das Hündchen schlug das die Katze biss, die das Lämmchen fraß das mein Vater für zwei Münzen gekauft hat; ein Lämmchen, ein Lämmchen. |
| וְאָתָא תוֹרָא, וְשָׁתָה לְמַיָּא דְּכָבָה לְנוּרָא דְּשָׂרַף לְחוּטְרָא דְּהִכָּה לְכַלְבָּא דְּנָשַׁךְ לְשׁוּנְרָא דְּאָכְלָה לְגַדְיָא דְּזַבִּין אַבָּא בִּתְרֵי זוּזֵי חַד גַּדְיָא, חַד גַּדְיָא                                                               | ve-ata tora, ve-schatah le-maja de-chavah le-nura, de-saraf le-chutra de-hikkah le-chalba, de-naschach le-schunra, de-achlah le-gadja dizabin abba bitrej zuzej. Chad gadja, chad gadja,                                                                                              | Da kam der Ochse und trank das Wässerchen, das das Feuerchen gelöscht hat, das das Stöckchen verbrannt hat das das Hündchen schlug, das die Katze biss, die das Lämmchen fraß das mein Vater für zwei Münzen gekauft hat; ein Lämmchen, ein Lämmchen. |
| וְאָתָא הַשּׁוֹחֵט, וְשָׁחַט לְתוֹרָא דְּשָׁתָה לְמַיָּא דְּכָבָה לְנוּרָא דְּשָׂרַף לְחוּטְרָא דְּהִכָּה לְכַלְבָּא דְּנָשַׁךְ לְשׁוּנְרָא דְּאָכְלָה לְגַדְיָא דְּזַבִּין אַבָּא בִּתְרֵי זוּזֵי חַד גַּדְיָא, חַד גַּדְיָא                                                   | ve-ata ha-schochet, ve-schachat le-tora de-schatah le-maja, de-chavah le-nura, de-saraf le-chutra de-hikkah le-chalba, de-naschach le-schunra, de-achlah le-gadja dizabin abba bitrej zuzej. Chad gadja, chad gadja,                                                                  | Da kam der Schochet und schächtete den Ochsen, der das Wässerchen getrunken hat das das Feuerchen gelöscht hat, das das Stöckchen verbrannt hat das das Hündchen schlug, der die Katze biss, die das Lämmchen fraß das mein Vater für zwei Münzen gekauft hat; ein Lämmchen, ein Lämmchen.                                                                 |
| וְאָתָא מַלְאַךְ הַמָּוֶת, וְשָׁחַט לְשׁוֹחֵט דְּשָׁחַט לְתוֹרָא דְּשָׁתָה לְמַיָּא דְּכָבָה לְנוּרָא דְּשָׂרַף לְחוּטְרָא דְּהִכָּה לְכַלְבָּא דְּנָשַׁךְ לְשׁוּנְרָא דְּאָכְלָה לְגַדְיָא דְּזַבִּין אַבָּא בִּתְרֵי זוּזֵי                                                     | ve-ata mal'ach ha-mavet, ve-schachat le-schochet de-schachat le-tora, de-schatah le-maya, de-chavah le-nura, de-saraf le-chutra de-hikkah le-chalba, de-naschach le-chunra, de-achlah le-gadja dizabin abba bitrej zuzej.                                                             | Da kam der Todesengel und schlachtete den Schlächter der den Ochsen getötet hat der das Wässerchen getrunken hat das das Feuerchen gelöscht hat, das das Stöckchen verbrannt hat das das Hündchen schlug, der die Katze biss, die das Lämmchen fraß das mein Vater für zwei Münzen gekauft hat;                                                            |
| וְאָתָא הַקָּדוֹשׁ בָּרוּךְ הוּא וְשָׁחַט לְמַלְאַךְ הַמָּוֶת ,דְּשָׁחַט לְשׁוֹחֵט דְּשָׁחַט לְשׁוֹחֵט דְּשָׁחַט לְתוֹרָא, דְּשָׁתָה לְמַיָּא דְּכָבָה לְנוּרָא, דְּשָׂרַף לְחוּטְרָא דְּהִכָּה לְכַלְבָּא ,דְּנָשַׁךְ לְשׁוּנְרָא דְּאָכְלָה לְגַדְיָא דְּזַבִּין אַבָּא בִּתְרֵי זוּזֵי חַד גַּדְיָא, חַד גַּדְיָא | ve-ata ha-Kadosch Baruch Hu ve-schachat le-mal'ach ha-mavet, de-schachat le-schochet de-schachat le-tora, de-schatah le-maja de-chavah le-nura, de-saraf le-chutra de-hikkah le-chalba, de-naschach le-schunra, de-achlah le-gadja dizabin abba bitrej zuzej. Chad gadja, chad gadja, | Da kam der Heilige, gesegnet sei ER* und erschlug den Todesengel, der den Schochet schächtete, der den Ochsen schächtete, der das Wässerchen trank, das das Feuerchen löschte, das das Stöckchen verbrannte, das das Hündchen schlug, das das Kätzchen biss, die das Lämmchen fraß das mein Vater für zwei Münzen gekauft hat; ein Lämmchen, ein Lämmchen. |

* "der Heilige, gesegnet sei ER" ist eine sehr geläufige Umschreibung für Gott

## Herkunft
Die Überlieferung in fehlerhafter aramäischer Sprache deutet darauf hin, dass das Lied zu einer Zeit verfasst wurde, als die aramäische Sprache nur noch mangelhaft beherrscht wurde. Belegt ist das Lied erstmals in einer Siddur-Handschrift von 1406. 1590 wurde Chad Gadja als heiteres Schlusslied in die Prager Haggada (Buch des Pessach-Festes) aufgenommen.
Andere Quellen vermuten den Ursprung des Liedes in der deutschen Volksballade Der Bauer schickt den Jockel aus, die ihrerseits auf einem alten französischen Wiegenlied beruhen soll. Dagegen spräche jedoch, dass der Jockel erst seit 1609 im Druck belegt ist, somit also die Jockel-Ballade eher von Chad gadja inspiriert wurde.
Chad gadja gehört zur literarischen Gattung der Zählgeschichte, die ihren Ursprung in der jüdischen Kultur haben dürfte. Nach Meinung der Volksliedsammler Ludwig Erk und Franz Magnus Böhme ist die älteste schriftlich überlieferte Zählgeschichte das ebenfalls jüdische Lied von den zwölf heiligen Zahlen.

## Rezeption
Jüdische Kommentatoren haben das Lied auf verschiedene Weise allegorisch interpretiert: Das Lämmchen steht für das jüdische Volk, das von Gott mit zwei Münzen (Aaron und Moses) gekauft und in der Folge von verschiedenen Völkern unterdrückt wird, bis zur abschließenden Hoffnung auf messianische Erlösung.
Es wurden viele Interpretationen des Pijjut gemacht, etwa:
- Der Vater, der die Ziege gekauft hat, ist ein Gleichnis davon, wie Gott das Volk Israel auswählt, die anderen Figuren sind ein Gleichnis von den anderen Völkern, die seinen Platz einnehmen wollen, bis Gott schließlich Israel zu seiner Größe zurückbringt.
- Die Figuren sind ein Gleichnis vom Einzug Israels in Ägypten und seiner Erlösung: Die Ziege ist Joseph (dessen Brüder sein Hemd in Ziegenbockblut getaucht haben), die Katze sind seine elf Brüder, der Hund sind die Ägypter, die die Kinder Israels versklavten, der Stock ist der Stab des Moses, das Feuer ist das Feuer des bösen Instinkts In der Wüste, das Wasser ist die Tora, die Israel in der Wüste erhalten hat (die Tora wird dem Wasser verabreicht) (andere Interpretation: das Feuer und das Wasser ist die Feuersäule und die Wolkensäule, die die Kinder Israels in der Wüste begleitete), der Stier ist die Sünde des Kalbes, das Kalb und schließlich Gott, der die Kinder Israel aus Ägypten erlöste und sie in das Land Israel verbrachte.
- Eine Interpretation ist, dass Chad Gadja von den verschiedenen Nationen handelt, die das Land Israel erobert haben: Das Kind symbolisiert das jüdische Volk; die Katze die Assyrer; der Hund die Babylonier; der Stock die Perser; das Feuer Mazedonien; das Wasser das Römische Reich; der Ochse die Sarazenen; der Schlächter die Kreuzfahrer; der Todesengel die Türken. Am Ende kehrt Gott zurück, um die Juden nach Israel zurückzuschicken.[4]

Heinrich Heine knüpft an diese Tradition an, indem er im Rabbi von Bacherach den Narren Jäkel ein „Lied aus der Agade“ singen lässt. Alle Strophen vom „Böcklein“ bis zum „Todesenglein“ werden zitiert. Nur die letzte Strophe lässt Jäkel aus, spricht seinen jüdischen Zuhörern aber noch von der Rache Gottes.
Auch christliche Schriftsteller aus dem Zeitalter der Aufklärung wie Hermann von der Hardt, Johann Christoph Wagenseil und Johann Christian Georg Bodenschatz befassten sich mit der Thematik von Chad gadja.
In Anlehnung an das Lied ist Chad Gadja auch der Name einer täglichen Kolumne der Zeitung Ma’ariv, die ca. 30 Jahre lang von Ephraim Kishon betreut wurde.
Chad Gadja wurde 1976 vom italienischen Musiker Angelo Branduardi unter dem Titel Alla fiera dell’est (auch engl. Highdown Fair) adaptiert und bekannt gemacht. Aus dem Lämmchen wurde dabei eine Maus.
Chava Alberstein schuf 1989 eine modernisierte Fassung, setzte sie in Bezug zum Nahostkonflikt und fragte, wie lange das destruktive Treiben, das Chad Gadja zwischen Israel und Palästinensern noch weitergehen solle. Der staatliche Rundfunk boycottierte ihr Lied zeitweise.
Verwandte Lieder im englischen Sprachraum sind The House that Jack built und I know an old Lady who swallowed a Fly.

## Grafische Umsetzung
El Lissitzky schuf eine Folge von Farblithographien zum Chad gadja, die 1919 in Kiew in nur 75 handabgezogenen Exemplaren veröffentlicht wurde.

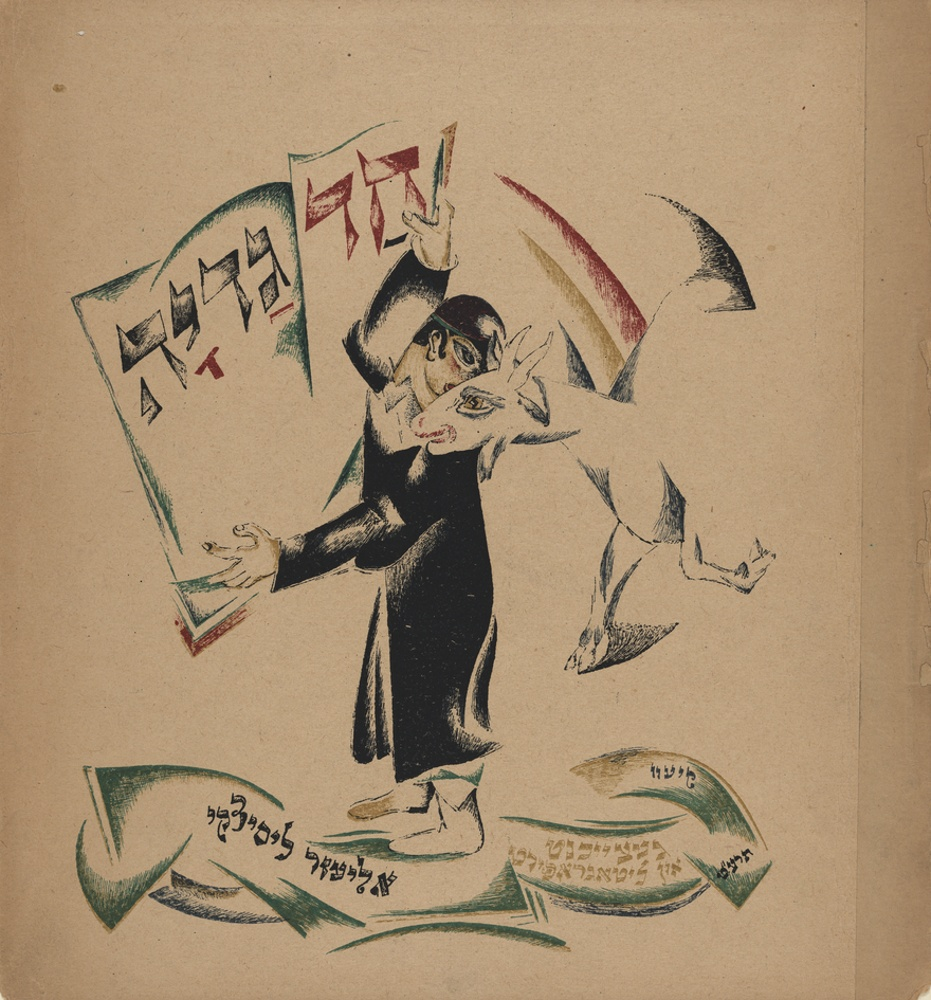
Ein Mann im schwarzen Gewand steht auf grünen Schriftbändern, die zugleich eine Landschaft andeuten. Von rechts oben kommt eine Ziege herbeigeeilt und schaut ihm über die Schulter. Es ist, als ob sie auch die aufgeschlagene Zeitung lesen wollte.
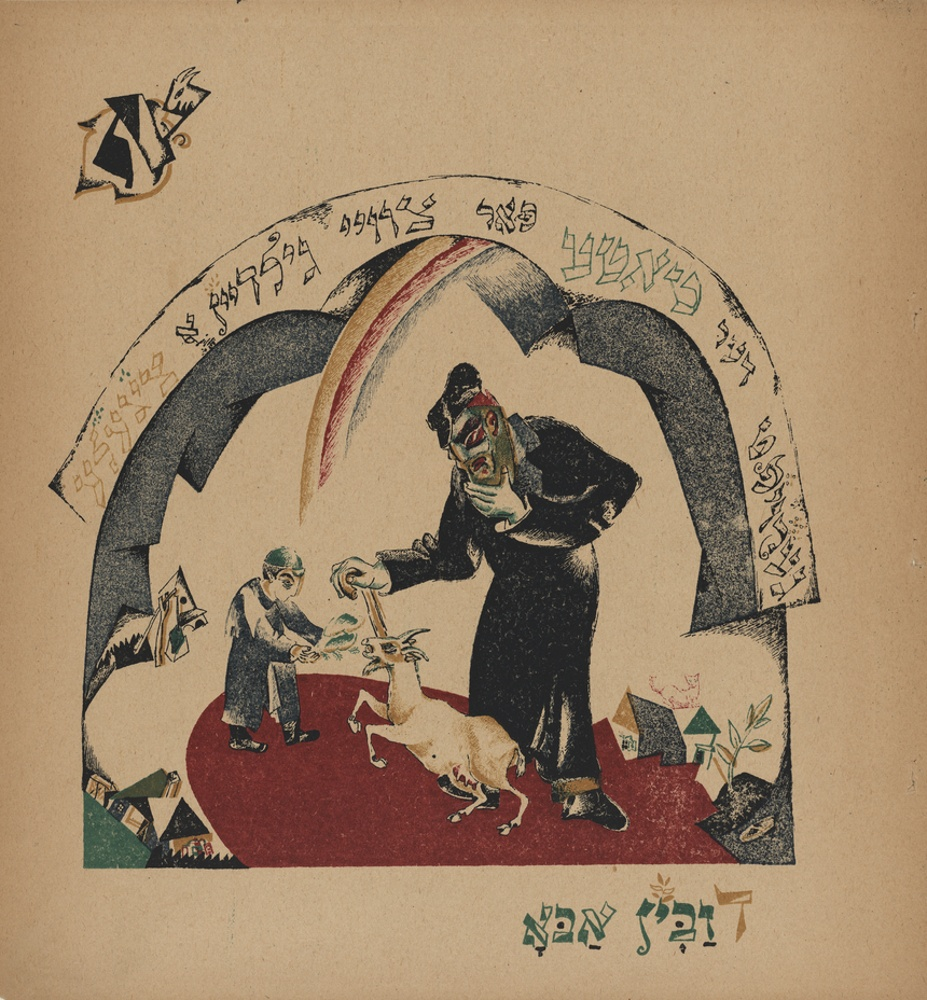
Illustration zur ersten Strophe des Liedes: der Vater kauft die Ziege. Auf einer roten Fläche stehen ein schwarzgekleideter Greis mit Stock, das Zicklein und ein Junge, der ihr Grünfutter reicht. Rechts und links sind Häuser zu sehen, über ihnen ein Regenbogen aus Gelb, Rot und Blau, der den Himmel teilt. Über allem befindet sich ein hebräisches Spruchband, das sich auf die Episode bezieht.
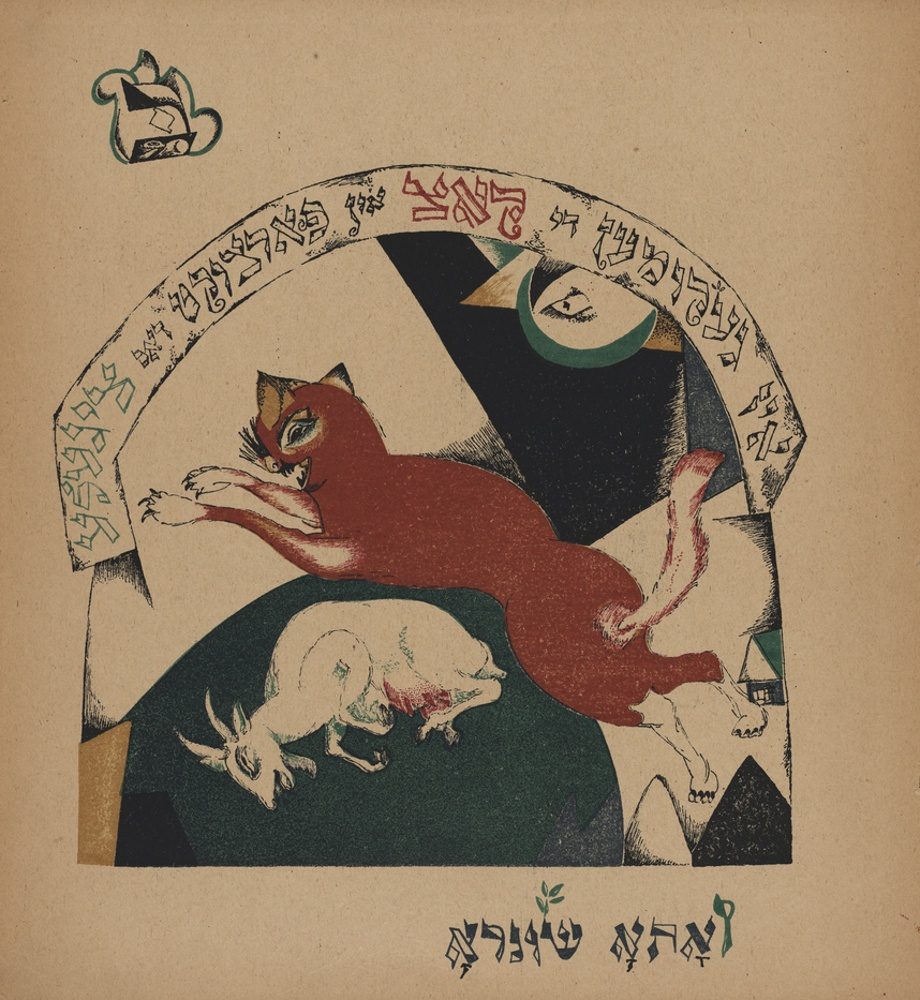
Illustration zur zweiten Strophe des Liedes, die Katze frisst die Ziege. Die rote Katze fällt über die liegende Ziege her. Im Hintergrund ist das Dorf angedeutet. Der schwarze Einschub über der Katze scheint auf die Nacht zu weisen.
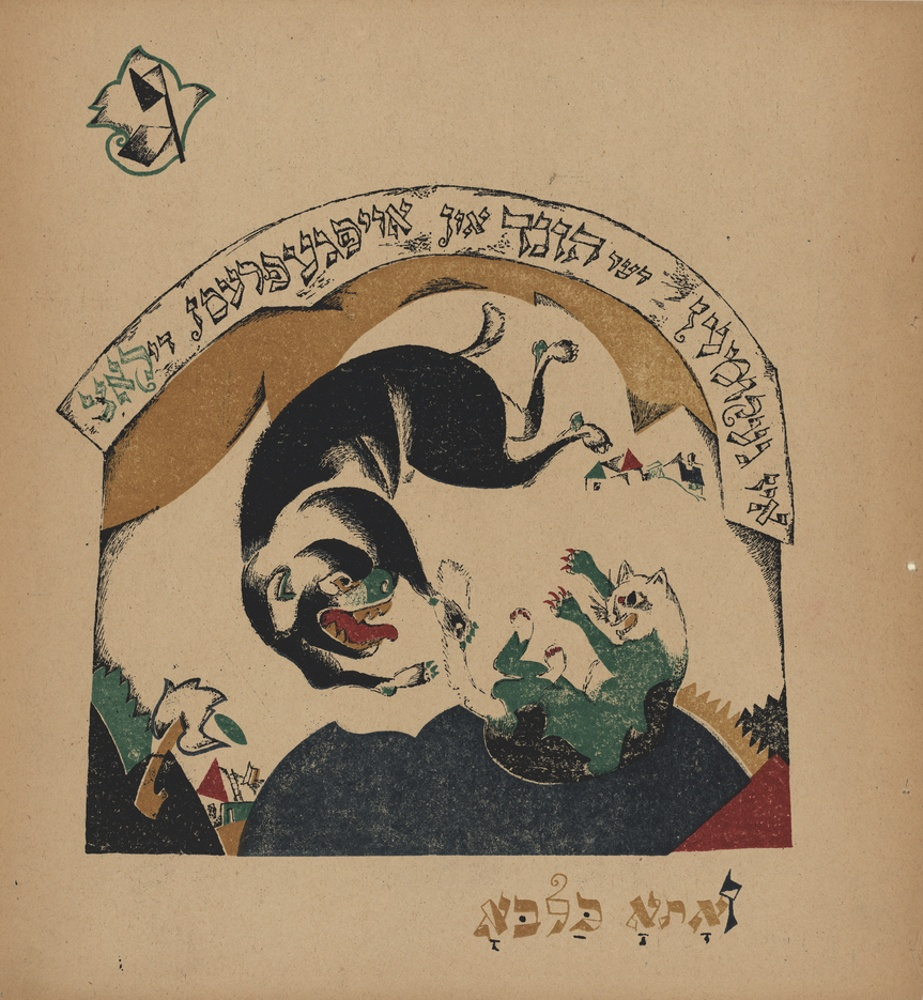
Illustration zur dritten Strophe des Liedes, der Hund beißt die Katze. Der schwarze Hund bedroht mit bleckender Zunge die Katze. Gezeigt wird der wilde Kampf zwischen Angriff und Abwehr.
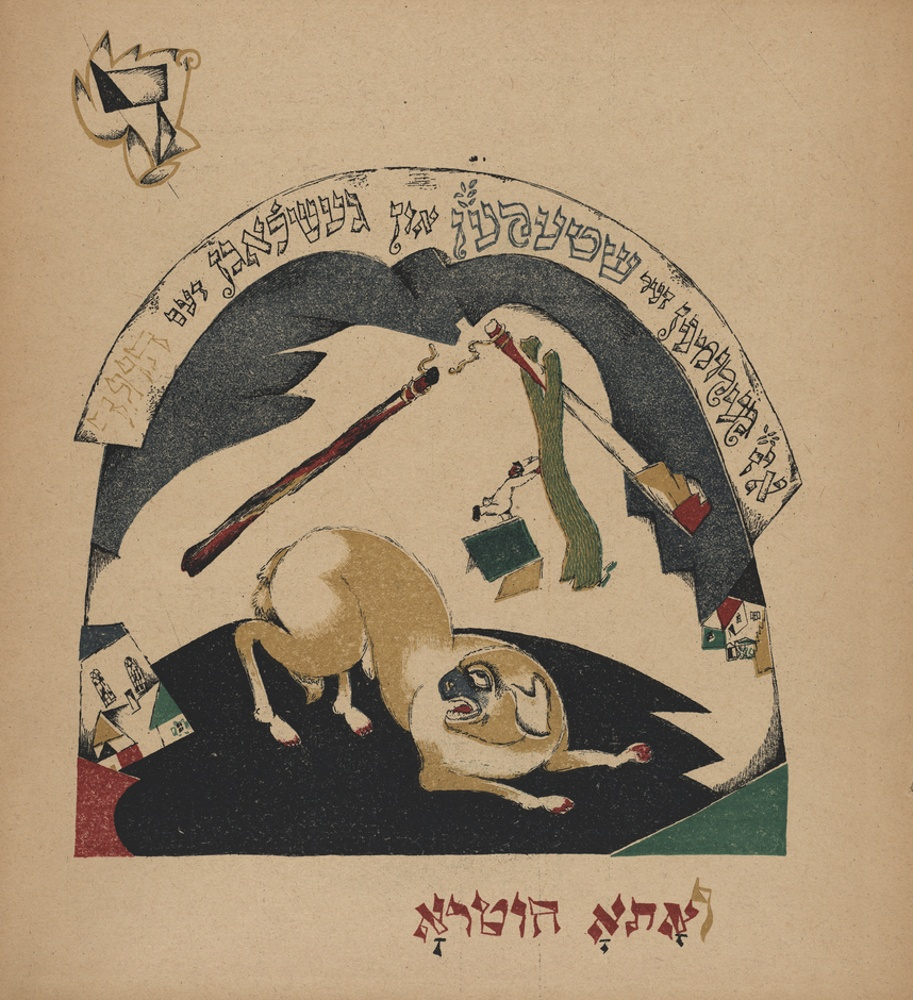
Illustration zur vierten Strophe des Liedes, der Stock verprügelt den Hund.
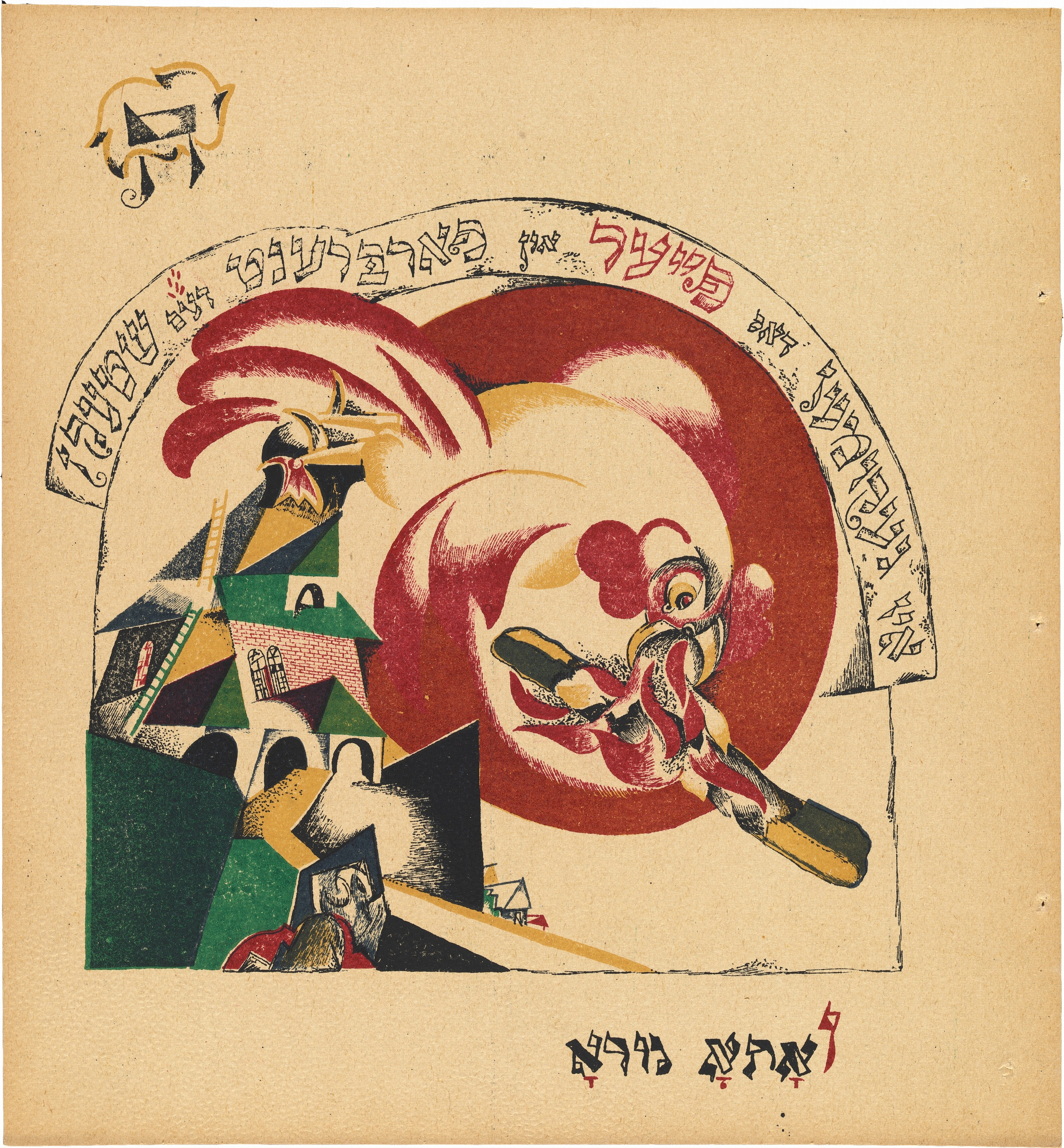
Illustration zur vierten Strophe des Liedes, in einer Feuerwoge geht der Stock (rechts im Bild) in Flammen auf. Die Häuser und Dächer des Dorfes ragen links wie übereinandergeschichtet auf. An den Hauswänden ragen zwei Leitern empor. Die Szene wird von einem hebräischen Spruchband überspannt. Oben links befindet sich das Signet in Schwarz und Oker und unten rechts eine hebräische Textzeile in schwarz und rot.
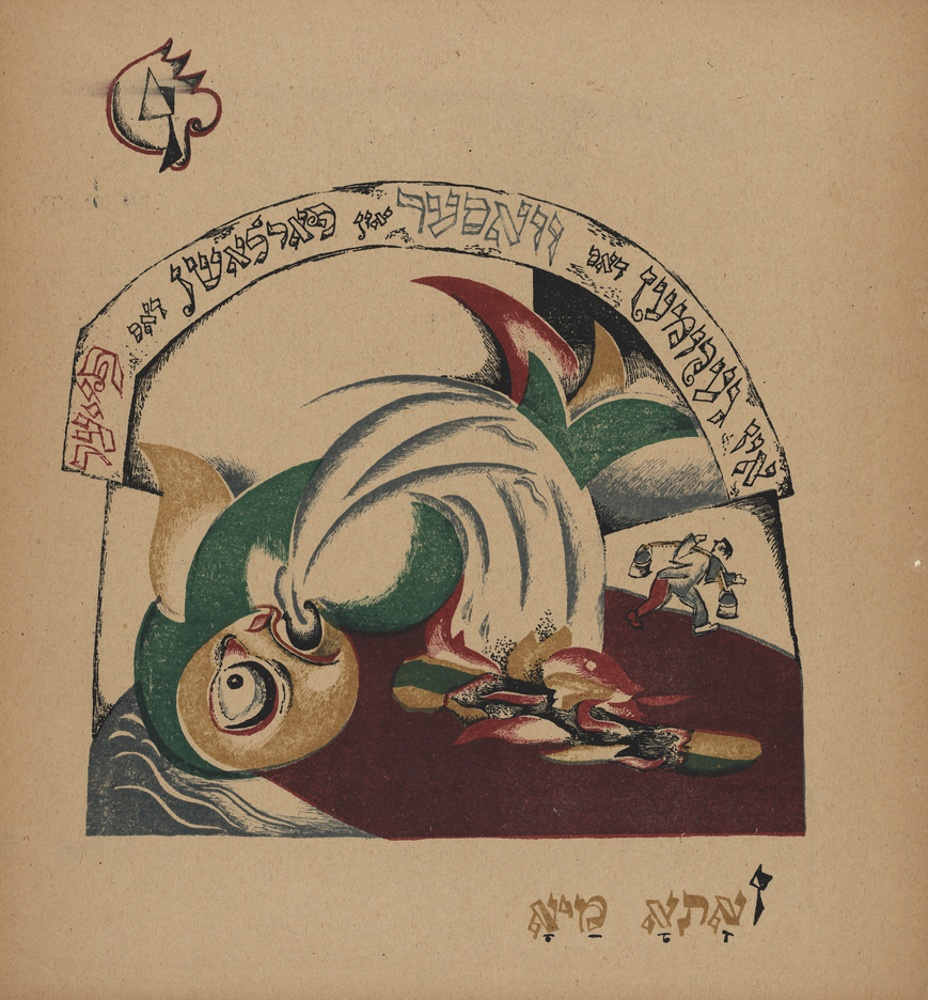
Illustration zur sechsten Strophe des Liedes, das Wasser löscht das Feuer. Das Wasser ergießt sich in einem Strahl über das noch lodernde Feuer, in dem der Stock verbrennt. Rechts entfernt sich ein kleiner Mann, der zwei Wassereimer an einem Tragstock über der Schulter trägt. Der Grund ist brombeerfarben, Grün-Ocker dominiert das Bild. Oben links befindet sich ein Signet, unten rechts die hebräische Textzeile und oben ein hebräisches Spruchband.
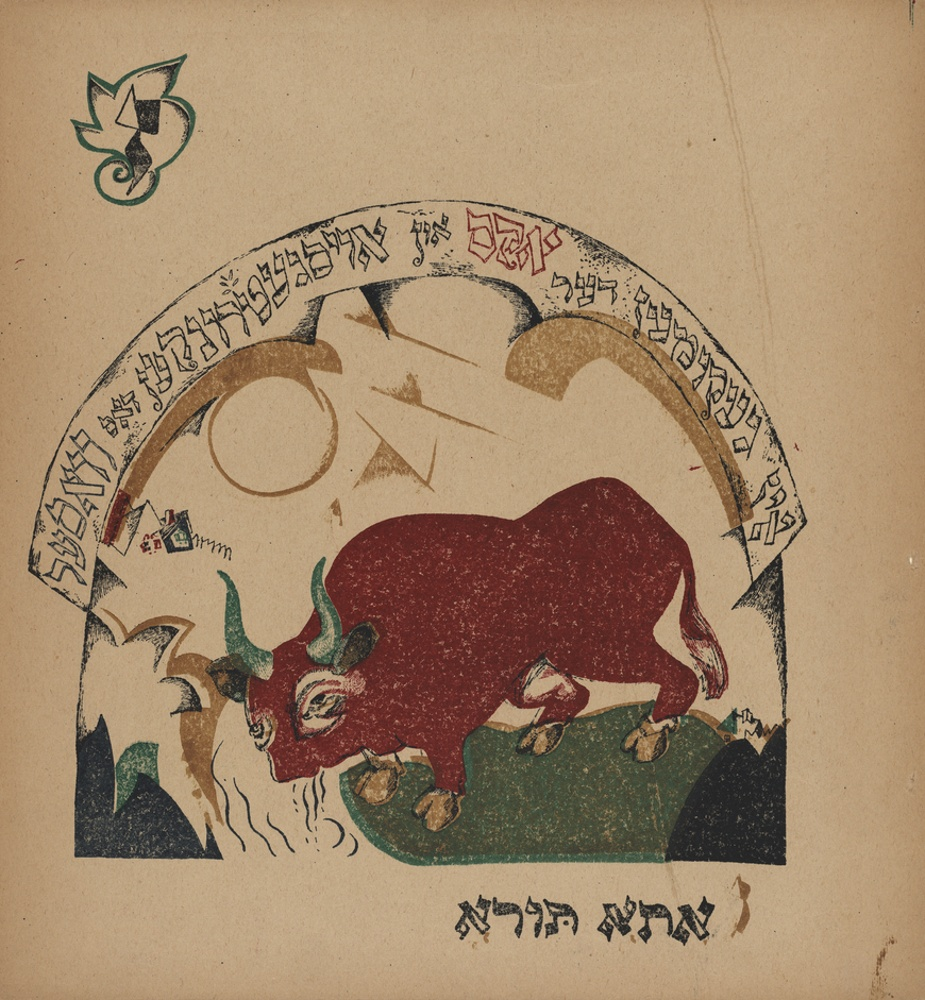
Illustration zur siebten Strophe des Liedes, der Ochse trinkt das Wasser. Ein roter Ochse steht auf grünem Grund und trinkt aus einem fließenden Gewässer. Rechts und links sind die winzigen Häuser des Dorfes angedeutet. Darüber scheint eine ockerfarbene Sonne. Die Szene wird überwölbt von einem hebräischen Spruchband. Oben links befindet sich ein Signet und unten rechts eine hebräische Textzeile.
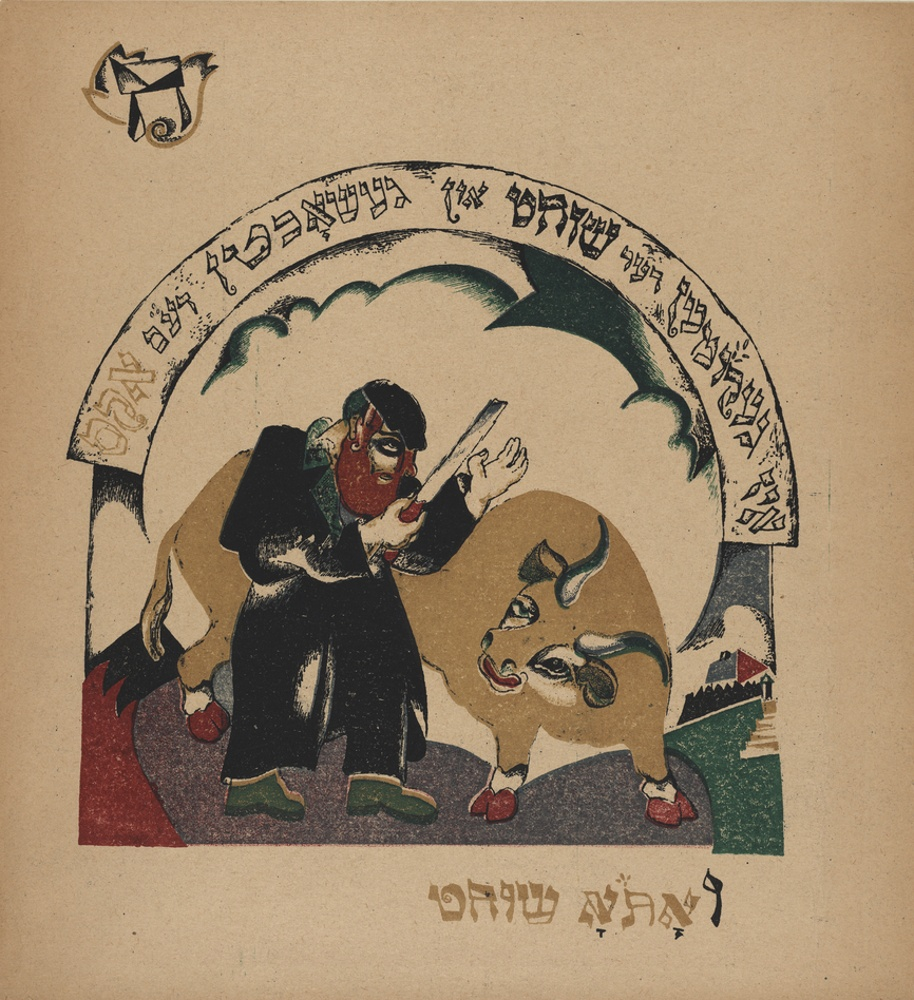
Illustration zur achten Strophe des Liedes, der Schächter tötet den Ochsen. Der Schächter, in schwarzem Gewand, mit rotem Bart und Kappe, bedroht mit seinem Messer den Ochsen. Unten rechts ist ein kleines Haus abgebildet. Über der Szene sind Wolken zu sehen, über welchen sich ein hebräisches Spruchband erstreckt. Oben links befindet sich ein Signet und unten rechts eine hebräische Textzeile.
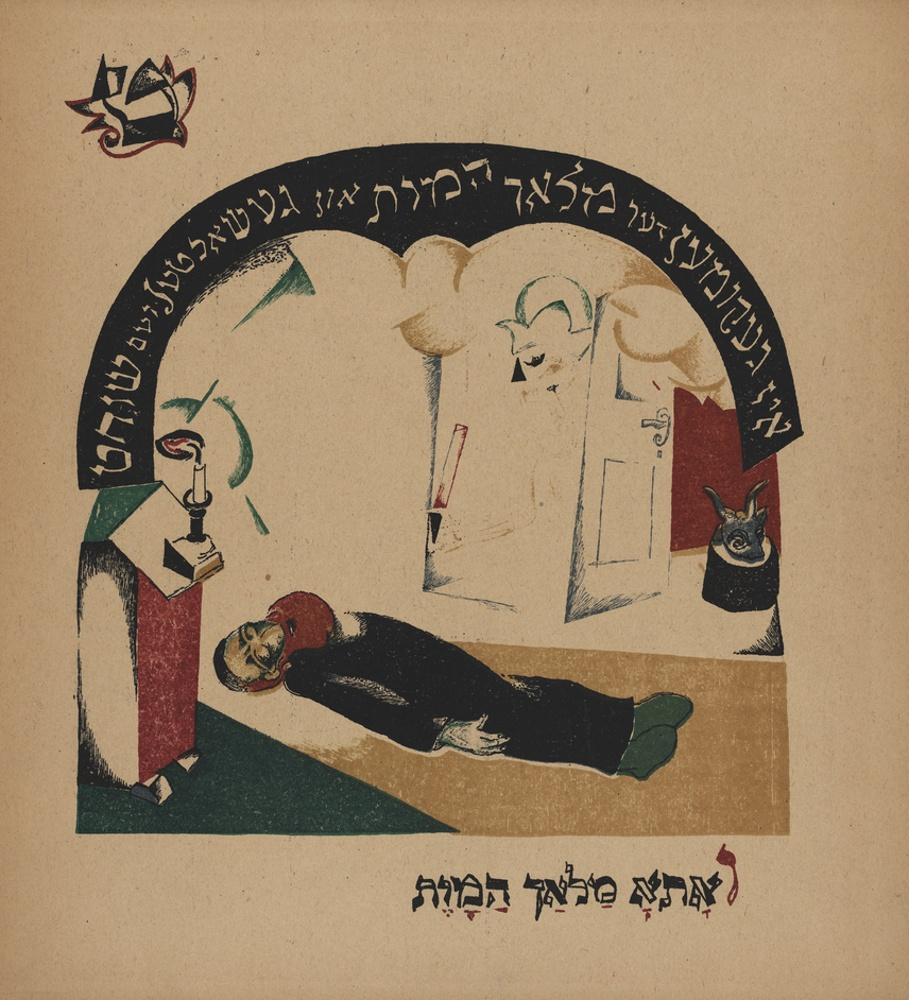
Illustration zur neunten Strophe des Liedes, der Tod holt den Schächter. Der Schächter liegt tot auf dem Boden. Rechts ist der Ochsenkopf auf einem Schemel zu sehen, links daneben blickt durch eine geöffnete Tür eine Gestalt mit grünem, gezackten Hut: es ist der Tod, der die Kerze links ausbläst. Das Spruchband oben beschreibt die Szene auf Hebräisch.
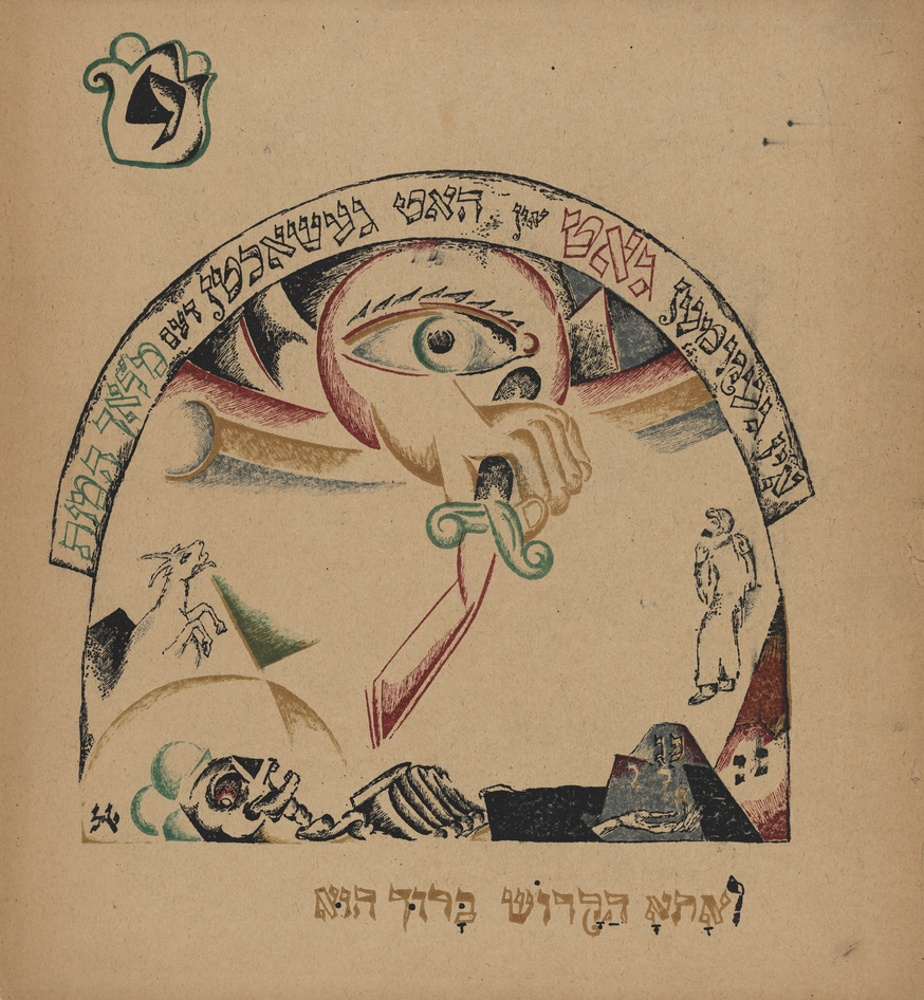
Illustration zur zehnten Strophe des Liedes, Gott schlägt den Tod. Unterhalb des hebräischen Spruchbandes schaut aus einem roten Kreis das Auge Gottes. Seine Hand hält ein Schwert, das auf den unten liegenden Tod zeigt. Links ist das Zicklein mit erhobenen Vorderbeinen zu sehen, rechts ein Mensch mit erhobenen Armen. Oben links befindet sich das Signet und unten rechts der hebräische Titel.